# Chenevelles

Chenevelles este o comună în departamentul Vienne, Franța. În 2009 avea o populație de 476 de locuitori.